# Hyde Park Corner Station
Hyde Park Corner Station er en London Underground-station nær Hyde Park Corner i Hyde Park. Den ligger i takstzone 1, mellem Knightsbridge og Green Park på Piccadilly line.

## Historie
Stationen blev åbnet af Great Northern, Piccadilly and Brompton Railway den 15. december 1906. Den oprindelige stationsbygning, designet af Leslie Green, findes stadig syd for vejkrydset, med sine bemærkelsesværdige okseblodsrøde fliser. Indtil juni 2010 fungerede den som pizzeria. Bygningen har ikke været benyttet af stationen siden begyndelsen af 1930'erne, hvor stationen blev udstyret med rulletrapper i stedet for elevatore. Elevatorskaktene benyttet nu til ventilation.
Da stationen blev ombygget med rulletrapper, blev den næste station mod øst, Down Street, der havde lave passagertal, taget ud af drift.
Den er en af de få stationer, der ikke har nogen tilknyttet bygning på overfladen, hvilket gør stationen fuldstændig underjordisk. Den nuværende indgang til stationen har adgang fra gangtunneler under Hyde Park Corner-krydset.
Når den centrale del af Piccadilly line er lukket (som fx efter terrorangrebet i London 2005), er stationen endestation for banens vestlige del, da der er en nødtransversal umiddelbart øst for stationen.
Stationen blev renoveret i 2009, som en del af Transport for Londons investeringsprogram Transforming the Tube.

## Transportforbindelser
London buslinje 2, 9, 10, 14, 16, 19, 22, 36, 38, 52, 73, 74, 137, 148, 414, 436, C2, natlinjer N9, N16, N19, N22, N38, N52, N73, N74 og N137.

## Galleri
- Wikimedia Commons har flere filer relateret til Hyde Park Corner Station

- Vestgående perron, set mod øst
- Østgående perron, set mod vest
- Dekorativ vægbeklædning
- Rondel på perron